# Lago Falkenhäger
El lago Falkenhäger (en alemán: Falkenhägersee) es un lago situado en el distrito de Llanura Lacustre Mecklemburguesa, en el estado de Mecklemburgo-Pomerania Occidental (Alemania), a una altitud de 64.8 metros; tiene un área de 1 hectárea.